# Batalla de Grunwald
La batalla de Grunwald, primera batalla de Tannenberg o batalla de Žalgiris (en alemán, Schlacht bei Tannenberg o Schlacht bei Grunwald, en polaco, Bitwa pod Grunwaldem, en lituano, Žalgirio mūšis, en bielorruso, Грунвальдская бітва (Hrunvaĺdskaja bitva), en ruso, Грюнвальдская битва (Gryunval'dskaya bitva), en tártaro, Грүнвальд сугышы (Grünwald suğışı)) fue un enfrentamiento militar durante la guerra polaco-lituano-teutónica. El 15 de julio de 1410, la alianza del Reino de Polonia y el Gran Ducado de Lituania —encabezada respectivamente por el rey Vladislao II Jagellón (Jogaila) y el gran duque Vitautas— se enfrentó a los caballeros teutónicos prusiano-alemanes —dirigidos por el Hochmeister o gran maestre Ulrich von Jungingen—. Muchos líderes de los caballeros teutónicos fueron asesinados o hechos prisioneros. Aunque acabaron derrotados, los caballeros teutónicos resistieron el asedio de su fortaleza en Mariemburgo (Malbork) y sufrieron pérdidas territoriales mínimas con la Paz de Thorn (Toruń) en 1411, mientras que otras disputas territoriales continuaron hasta la Paz de Melno en 1422. Sin embargo, los caballeros teutónicos nunca recuperarían su antiguo poder y la carga financiera de las reparaciones de guerra causó conflictos internos y una recesión económica en las tierras bajo su control. La batalla cambió el equilibrio de poder en Europa Central y Oriental y marcó el ascenso de la unión polaco-lituana como la fuerza política y militar dominante en la región.
El enfrentamiento militar fue uno de los más importantes de la Europa medieval y se considera la victoria más importante en la historia de Polonia y Lituania y también es celebrada en Bielorrusia. Se ha utilizado como fuente de leyendas románticas y orgullo nacional, convirtiéndose en un símbolo de la lucha contra los invasores. Durante el siglo XX se usó en campañas de propaganda nazi y soviética. Solo en las últimas décadas los historiadores han avanzado hacia una evaluación desapasionada y erudita de la batalla, en las que reconcilian las narrativas anteriores que diferían mucho según la nación.

## Nombres y fuentes

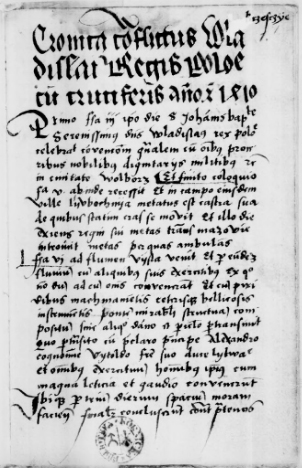
La fuente más importante sobre la batalla: Cronica conflictus Wladislai regis Poloniae cum Cruciferis anno Christi 1410.

La batalla se libró en territorio del Estado monástico de la Orden Teutónica, en las llanuras entre tres aldeas: Grünfelde (Grunwald) al oeste, Tannenberg (Stębark) al noreste y Ludwigsdorf (Łodwigowo/Ludwikowice) al sur. Vladislao II Jagellón se refirió al sitio en latín como in loco conflictus nostri, quem cum Cruciferis de Prusia habuimus, dicto Grunenvelt. Más tarde, los cronistas polacos interpretaron la palabra Grunenvelt como Grünwald, que significa «bosque verde» en alemán. Los lituanos siguieron su ejemplo y tradujeron el nombre como Žalgiris. Los alemanes nombraron la batalla con un término similar: Tannenberg («colina del abeto» o «colina del pino»). Por tanto, hay tres nombres comúnmente utilizados para la batalla: Schlacht bei Tannenberg en alemán, bitwa pod Grunwaldem en polaco y Žalgirio mūšis lituano. Sus nombres en idiomas de otros pueblos involucrados son: Бі́тва пад Гру́нвальдам (Bítva pad Hrúnvaĺdam) en bielorruso, Грюнвальдська битва (Hryunvalʹdsʹka bytva) ucraniano, Грюнва́льдская битва (Hryunválʹdskaya bytva) ruso, bitva u Grunvaldu checo, bătălia de la Grünwald en rumano.
Existen pocas fuentes contemporáneas y confiables sobre la batalla y la mayoría fueron producidas por los polacos. La más importante y confiable es la Cronica conflictus Wladislai regis Poloniae cum Cruciferis anno Christi 1410, escrita a un año de la batalla por un testigo presencial. Su autoría es incierta, pero se han propuesto varios candidatos: el vicecanciller polaco Mikołaj Trąba y el secretario real Zbigniew Olesnicki. Si bien el manuscrito original de la Cronica conflictus no sobrevive, se ha conservado un breve resumen elaborado en el siglo XVI. Otra fuente importante es Historiae Polonicae del historiador polaco Jan Długosz (1415-1480). Es una reporte detallado que Długosz escribió varias décadas después de la batalla. La fiabilidad de esta fuente no solo sufre de una gran diferencia entre los acontecimientos y la crónica, sino también de los prejuicios de Długosz contra los lituanos. Banderia Prutenorum es un manuscrito de mediados del siglo XV con imágenes y descripciones latinas de los pendones de guerra teutónicas capturadas durante la batalla y exhibidas en las catedrales de Wawel y la de Vilna. Otras fuentes polacas incluyen dos misivas de Vladislao II a su esposa Ana de Cilli y el obispo de Poznań Wojciech Jastrzębiec y cartas enviadas por Jastrzębiec a los polacos en la Santa Sede. Entre las fuentes alemanas destacan un reporte conciso en la crónica de Johann von Posilge. Una carta anónima descubierta recientemente, escrita entre 1411 y 1413, proporcionó detalles importantes sobre las maniobras lituanas.

## Antecedentes históricos

### Cruzada lituana y unión polaco-lituana

Mapa del Estado monástico de la Orden Teutónica entre 1260 y 1410; los lugares y las fechas de las principales batallas, como la batalla de Grunwald, están indicados por espadas rojas cruzadas.

En 1230, la Orden Teutónica, una orden militar, se estableció en el territorio de Kulm y lanzó la llamada «cruzada prusiana» contra los clanes prusianos paganos. Con el apoyo del papa y el emperador alemán, los teutones conquistaron y convirtieron a los prusianos en los años 1280 y después pusieron su atención al pagano Gran Ducado de Lituania. Durante aproximadamente 100 años, los caballeros teutónicos arrasaron las tierras lituanas, particularmente Samogitia, que separaba a la orden militar en Prusia de su filial en Livonia. A pesar de que las regiones fronterizas se convirtieron en un desierto deshabitado, los caballeros teutónicos ganaron poco territorio. Los lituanos primero renunciaron a Samogitia durante su guerra civil (1381-1384) en el Tratado de Dubysa. El territorio fue utilizado como una moneda de cambio para garantizar el apoyo teutónico a uno de los bandos en la lucha interna por el poder.
En 1385, el gran duque Jogaila de Lituania acordó casarse con la reina Eduviges I de Polonia en la Unión de Krewo. Jogaila se convirtió al cristianismo y fue coronado rey de Polonia (Vladislao II Jagellón), creando así una unión personal entre el Reino de Polonia y el Gran Ducado de Lituania. La conversión oficial de Lituania al cristianismo eliminó el motivo religioso de las actividades de la Orden Teutónica en la zona. Su Hochmeister o gran maestre, Conrad Zöllner von Rothenstein, con el apoyo del rey húngaro Segismundo de Luxemburgo, respondió impugnando públicamente la sinceridad de la conversión de Jogaila y elevó el asunto a una corte papal. Las disputas territoriales sobre Samogitia continuaron, que había estado en manos teutónicas desde la Paz de Raciąż en 1404. Polonia también tenía demandas territoriales contra los caballeros teutónicos sobre los territorios de Dobrzyń y Gdańsk (Danzig), pero las relaciones entre ambos Estados habían permanecido en paz desde el Tratado de Kalisz (1343). El conflicto también fue motivado por disputas comerciales: los caballeros teutónicos controlaban los tramos inferiores de los tres ríos más grandes (Niemen, Vístula y Daugava) en Polonia y Lituania.

### Guerra, tregua y preparativos
En mayo de 1409 comenzó un levantamiento en Samogitia con el apoyo de los teutónicos. Lituania la apoyó y la Orden amenazó con invadir. Polonia anunció su apoyo a la causa lituana y advirtió que invadía Prusia como represalia. Cuando las tropas prusianas evacuaron Samogitia, el Hochmeister Ulrich von Jungingen declaró la guerra al Reino de Polonia y el Gran Ducado de Lituania el 6 de agosto de 1409. Los caballeros teutónicos esperaban derrotar a Polonia y Lituania por separado y comenzaron invadiendo la Gran Polonia y Cuyavia y tomaron a los polacos por sorpresa. Quemaron el castillo de Dobrin (Dobrzyń nad Wisłą), capturaron Bobrowniki después de un sitio de 14 días, conquistaron Bydgoszcz (Bromberg) y saquearon varias ciudades. Los polacos organizaron contraataques y recapturaron Bydgoszcz. Los samogitianos atacaron Memel (Klaipėda). Sin embargo, ninguno de los bandos estaba preparado para una guerra a gran escala.

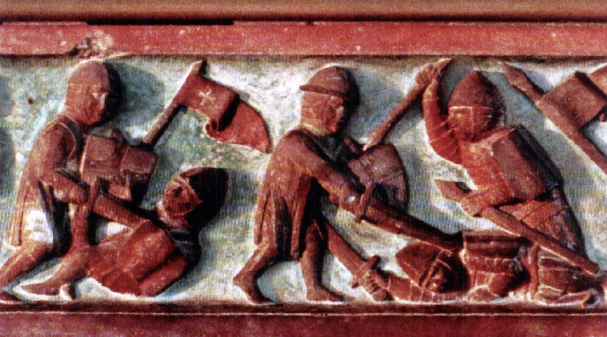
Lituanos enfrentándose a los caballeros teutónicos. Bajorrelieve del del castillo de Marienmburgo.

Wenceslao de Luxemburgo, rey de romanos, acordó mediar en la disputa. Se firmó una tregua el 8 de octubre de 1409, que expiró el 24 de junio de 1410. Ambas partes usaron este tiempo para prepararse para la guerra, reunir tropas y participar en maniobras diplomáticas. También enviaron cartas y mensajeros acusándose mutuamente de varias malas acciones y amenazas a la cristiandad. Wenceslao había recibido 60 000 florines como regalo de los caballeros teutónicos, por lo que declaró que Samogitia pertenecía legítimamente a la Orden y que solamente el territorio de Dobrzyń debería ser devuelto a Polonia. Los caballeros teutónicos también entregaron 300 000 ducados a Segismundo de Luxemburgo, quien tenía ambiciones sobre el Principado de Moldavia, para asistencia militar mutua. El rey húngaro intentó romper la alianza polaco-lituana ofreciendo a Vitautas una corona de rey; su aceptación habría violado los términos del Acuerdo de Ostrów y creado discordia entre polacos y lituanos. Al mismo tiempo, Vitautas obtuvo una tregua con la Orden Livona.
En diciembre de 1409, Vladislao II y Vitautas acordaron una estrategia común: sus ejércitos se unirían en una sola fuerza y marcharían juntos hacia Mariemburgo (Malbork), capital de la Orden. Los caballeros teutónicos habían adoptado una posición defensiva, pero no esperaban un ataque conjunto y, en su lugar, se preparaban para una doble invasión: los polacos estarían a lo largo del río Vístula en dirección a Danzig (Gdańsk) y los lituanos a lo largo de Niemen en dirección a Ragnit (Neman). Para contrarrestar esta potencial amenaza, Ulrich von Jungingen concentró sus fuerzas en Schwetz (Świecie), una posición central desde donde las tropas podían responder a una invasión desde cualquier dirección con bastante rapidez. Enviaron guarniciones importantes en los castillos orientales de Ragnit, Rhein (Ryn) cerca de Lötzen (Giżycko) y Memel (Klaipėda). Para mantener sus planes en secreto y engañar a la Orden, Vladislao II y Vitautas organizaron varias incursiones en los territorios fronterizos, lo que forzó a los caballeros teutónicos a mantener estacionadas a sus tropas.

## Fuerzas adversarias
| Historiador                                       | Polacos       | Lituanos      | Teutónicos    |
| ------------------------------------------------- | ------------- | ------------- | ------------- |
| Karl Heveker y Hans Delbrück                      | 10 500        | 6000          | 11 000        |
| Eugene Razin                                      | 16 000-17 000 | 16 000-17 000 | 11 000        |
| Max Oehler                                        | 23 000        | 23 000        | 15 000        |
| Jerzy Ochmański                                   | 22 000-27 000 | 22 000-27 000 | 12 000        |
| Sven Ekdahl                                       | 20 000-25 000 | 20 000-25 000 | 12 000-15 000 |
| Andrzej Nadolski                                  | 20 000        | 10 000        | 15 000        |
| Jan Dąbrowski                                     | 15 000-18 000 | 8000-11 000   | 19 000        |
| Zigmantas Kiaupa                                  | 18 000        | 11 000        | 15 000-21 000 |
| Marian Biskup                                     | 19 000-20 000 | 10 000-11 000 | 21 000        |
| Daniel Stone                                      | 27 000        | 11 000        | 21 000        |
| Stefan Kuczyński                                  | 39 000        | 39 000        | 27 000        |
| James Westfall Thompson y Edgar Nathaniel Johnson | 100 000       | 100 000       | 35 000        |
| Alfred Nicolas Rambaud                            | 163 000       | 163 000       | 86 000        |

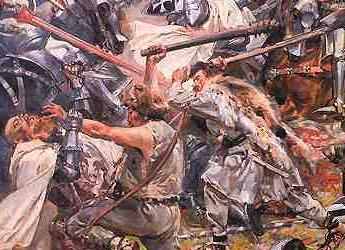
Tártaro musulmán luchando contra un caballero teutónico. Detalle de Bitwa pod Grunwaldem (Wojciech Kossak, 1931).

El número preciso de soldados involucrados ha resultado difícil de establecer. Ninguna de las fuentes contemporáneas proporcionó recuentos de tropas confiables. Jan Długosz documentó el número de pendones, la unidad principal de cada caballería: 51 para los caballeros, 50 para los polacos y 40 para los lituanos. Sin embargo, no está claro cuántos hombres habían asignados a cada pendón. La estructura y el número de unidades de infantería (piqueros, arqueros, ballesteros) y de artillería se desconoce. Las estimaciones, en muchos casos sesgadas por consideraciones políticas y nacionalistas, fueron elaboradas por varios historiadores. Los historiadores alemanes tienden a presentar números más bajos, mientras que los polacos presentan con frecuencia estimaciones más altas. Las estimaciones del historiador polaco Stefan Kuczyński de 39 000 polaco-lituanos y 27 000 teutónicos han sido citadas en la literatura occidental como «comúnmente aceptadas».

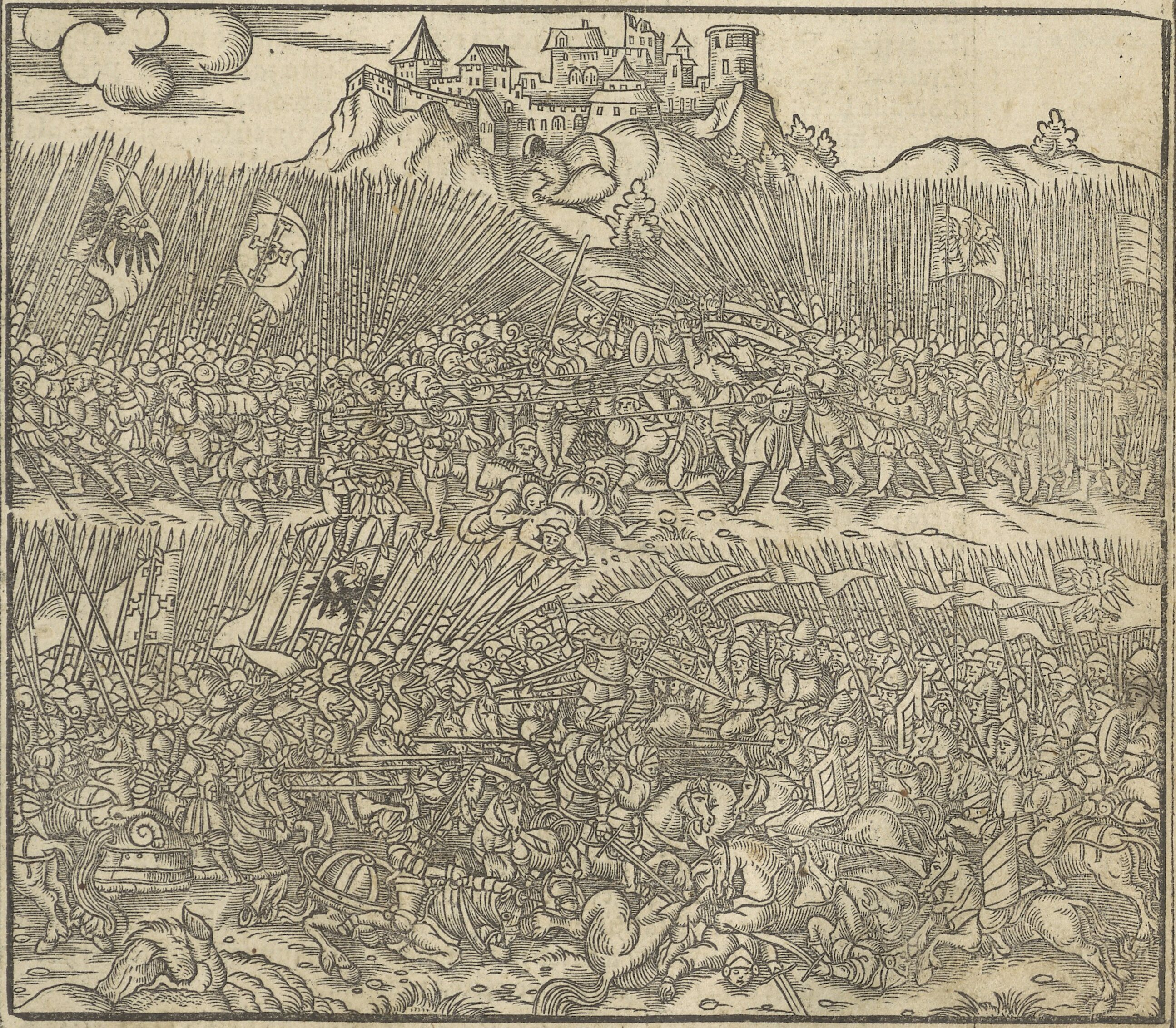
Grabado del enfrentamiento bélico por Marcin Bielski (Kronika wszytkiego świata, 1564).

Aunque menos numerosos, el ejército teutónico tenía ventajas en cuanto a disciplina, entrenamiento militar y equipamiento. Eran particularmente conocidos por su caballería pesada. El ejército teutónico también estaba equipado con bombarderos que podían disparar proyectiles de plomo y piedra. Ambas fuerzas estaban compuestas por tropas de varios Estados y tierras, incluidos numerosos mercenarios; por ejemplo, había mercenarios bohemios en cada bando. La Orden también invitó a guerreros cruzados. Veintidós pueblos diferentes, en su mayoría germánicos, se unieron a ellos. Entre los reclutas teutónicos había soldados de Westfalia, Frisia, Austria, Suabia y Stettin (Szczecin). Dos nobles húngaros, Nicolás II Garai y Stibor de Stiboricz, llevaron 200 hombres a la Orden, pero el apoyo de Segismundo de Luxemburgo fue insignificante.
Polonia llevó mercenarios de Moravia y Bohemia. Los checos formaron dos pendones completos, bajo el mando de Jan Sokol z Lamberka. Entre los checos que sirvieron posiblemente estuvo Jan Žižka, futuro comandante de las fuerzas husitas. Alejandro «el Bueno», gobernante de Moldavia, comandó una tropa expedicionaria. Vitautas reunió tropas con soldados lituano, rutenos (de la actual Bielorrusia y Ucrania) y rusos. Los tres pendones rusos de Smolensk estuvieron el mando del hermano de Vladislao II, Lengvenis, mientras que el contingente de los tártaros de la Horda de Oro estuvo el mando del futuro kan Yalal ad-Din. El comandante general de la fuerza conjunta polaco-lituana fue el rey Vladislao II Jagellón; sin embargo, no participó directamente en la batalla. Las unidades lituanas fueron comandadas directamente por el gran duque Vitautas —el segundo al mando— y ayudaron a diseñar la alta estrategia de la campaña. Vitautas participó activamente en la batalla y comandó las unidades lituanas y polacas. Jan Długosz relata que el espadachín de rango inferior de la Corona, Zyndram de Maszkowice, comandó al ejército polaco, pero este dato es dudoso. Lo más probable es que el mariscal de la Corona, Zbigniew de Brzezia, dirigió a las tropas polacas en el campo de batalla.

## Desarrollo de la batalla

### Marcha por Prusia

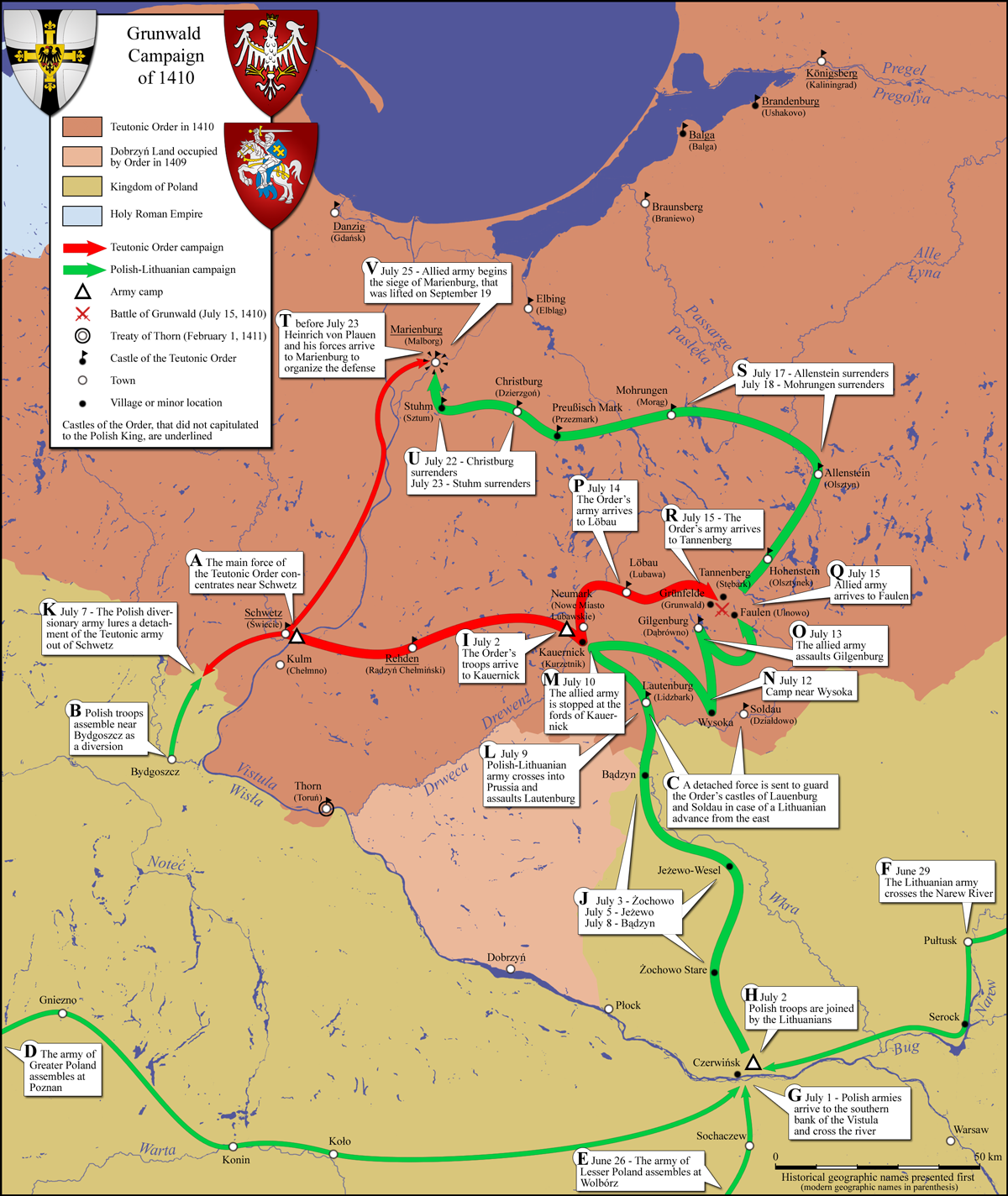
Mapa de los movimientos militares en la campaña de Grunwald.

La primera etapa de la campaña de Grunwald fue la reunión de las tropas polaco-lituanas en Czerwińsk nad Wisłą, un punto de encuentro designado a unos 80 km de la frontera prusiana, donde el ejército conjunto cruzó el Vístula por un puente de barcas. Esta maniobra —que requirió precisión e extrema coordinación entre las fuerzas multiétnicas— se llevó a cabo en aproximadamente una semana, del 24 al 30 de junio de 1410. Los soldados polacos de la Gran Polonia se reunieron en Poznań, mientras que los de la Pequeña Polonia en Wolbórz. El 24 de junio de 1410, Vladislao II y mercenarios checos arribaron a Wolbórz. Tres días después, el ejército polaco ya estaba en el lugar de reunión. El ejército lituano salió de Vilna el 3 de junio y se unió a los regimientos rutenos en Hrodna (Grodno). Llegaron a Czerwinsk el mismo día que los polacos atravesaron el río. Después del cruce, las tropas masovianas al mando de Siemowit IV y Janusz I se unieron al ejército polaco-lituano. El gigantesco ejército comenzó su marcha hacia el norte en dirección Mariemburgo (Malbork), capital de Prusia, el 3 de julio. Cruzaron la frontera de Prusia el 9 de julio.
El cruce del río permaneció en secreto hasta que los enviados húngaros, que estaban tratando de negociar la paz, informaron al Hochmeister. Tan pronto Ulrich von Jungingen comprendió de las intenciones de Polonia-Lituania, dejó 3000 hombres en Schwetz (Świecie) bajo responsabilidad de Heinrich von Plauen y dirigió la tropa principal para organizar una línea de defensa en el río Drewenz (Drwęca) cerca Kauernik (Kurzętnik). El paso del río estaba fortificado con palancas. El 11 de julio, después de reunirse con su consejo de guerra de ocho miembros, Vladislao II decidió no cruzar el río en una punto tan fortificado y defendible. En cambio, el ejército evadió el cruce del río girando hacia el este, hacia sus fuentes, donde ningún otro río importante separaba su ejército de Mariemburgo. La marcha continuó hacia el este en dirección a Soldau (Działdowo), aunque no intentó capturar la ciudad. El ejército teutónico siguió el río Drewenz hacia el norte, lo cruzó cerca de Löbau (Lubawa) y luego se trasladó al este en paralelo con el ejército polaco-lituano. Según la propaganda de la Orden, sus enemigos devastaron la aldea de Gilgenburg (Dąbrówno). Más tarde, en los testimonios de los sobrevivientes ante el papa, los teutónicos afirmaron que Von Jungingen estaba tan furioso por las presuntas atrocidades que juró derrotar a los invasores en la batalla.

### Preparativos de la batalla

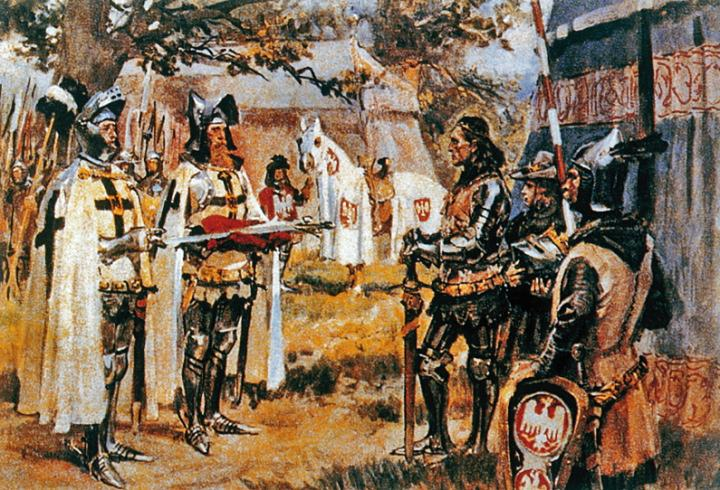
El rey Vladislao II Jagellón de Polonia recibiendo las «espadas Grunwald» antes de la batalla (Miecze grunwaldzkie por Wojciech Kossak, 1931).

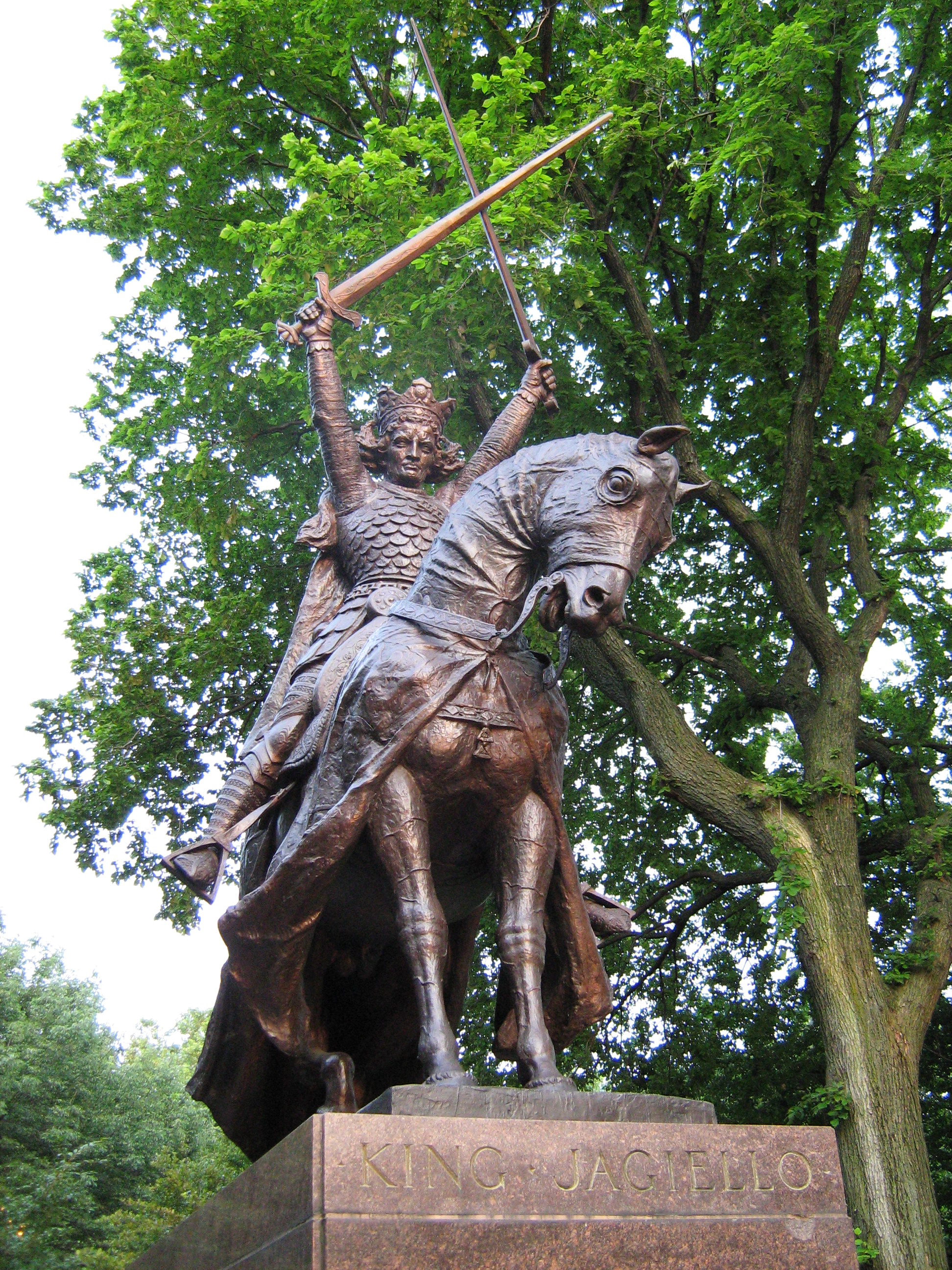
Monumento al rey Vladislao II Jagellón con las «espadas Grunwald» en el Central Park de Nueva York.

En la madrugada del 15 de julio de 1410 ambos ejércitos se encontraron en un área que abarca aproximadamente 4 km² entre las aldeas de Grunwald, Tannenberg (Stębark) y Ludwigsdorf (Łodwigowo). Los ejércitos formaron filas opuestas a lo largo de un eje noreste-suroeste. El ejército polaco-lituano se posicionó al frente y el este de Ludwigsdorf y Tannenberg. La caballería pesada polaca formó el flanco izquierdo, la caballería ligera lituana el flanco derecho y varias tropas mercenarias formaron el centro. Sus hombres estaban organizados en tres filas de formaciones en forma de cuña de unos 20 hombres de ancho. Las fuerzas teutónicas concentraron su caballería pesada de élite, comandada por el Ordensmarschall o gran mariscal Frederic von Wallenrode, contra los lituanos.
Los caballeros teutónicos —los primeros en organizar su ejército para la batalla— esperaban provocar a los polacos o lituanos a atacar primero. Sus tropas, que portaban armadura pesada, estuvieron de pie bajo el sol abrasador durante varias horas esperando un ataque. Una crónica sugirió que habían cavado pozos en los que caería un ejército atacante. También intentaron usar artillería de campaña, pero una lluvia ligera humedeció la pólvora y solo pudieron disparar dos cañones.
Al ver que Vladislao II demoraba, el Hochmeister envió mensajeros con dos espadas para «ayudar a Vladislao II Jagellón y Vitautas en la batalla». La entrega de las espadas supuso un insulto y una provocación a los polacos y lituanos. Conocidas como las «espadas Grunwald», se convirtieron en uno de los símbolos nacionales de Polonia.

### Ataque inicial lituano y retirada táctica
Apoyado por algunos pendones polacos, Vitautas comenzó un asalto en el flanco izquierdo de las fuerzas teutónicas. Después de más de una hora de intensos combates, la caballería ligera lituana comenzó a replegarse. Jan Długosz describió este suceso como una «completa aniquilación» del ejército lituano. Según Długosz, los caballeros teutónicos supusieron que la victoria era suya, rompieron su formación para una búsqueda desorganizada de los lituanos en retirada y recogieron mucho botín antes de regresar al campo de batalla para enfrentarse a las tropas polacas. No mencionó a los lituanos que, más tarde, regresaron al campo de batalla. Así, Długosz describió la batalla como una victoria polaca sin apoyo de nadie más. Esta visión contradecía a la Cronica conflictus y ha sido cuestionada por los historiadores modernos. Comenzando con un artículo de Vaclau Lastouski en 1909, propusieron que la retirada era una maniobra estratégica planificada que retomaron de la Horda de Oro. Se usó una retirada falsa en la batalla del río Vorskla de 1399, donde el ejército lituano sufrió una aplastante derrota y el propio Vitautas apenas escapó con vida. Esta teoría ganó mayor aceptación después del descubrimiento y la publicación de una carta alemana del historiador sueco Sven Ekdahl en 1963. Escrita unos años después de la batalla, la carta advierte al nuevo Hochmeister que emplee retiradas falsas como las que se utilizaron en la batalla. Stephen Turnbull afirmó que la retirada táctica lituana no encajaba con la fórmula convencional de una retirada falsa. Dicha estrategia era generalmente organizada por una o dos unidades (a diferencia de casi todo un ejército) y seguida rápidamente por un contraataque (mientras que los lituanos regresaron tarde al combate).

### Lucha polaco-teutónica
Mientras los lituanos se retiraban, estallaron fuertes enfrentamientos entre las fuerzas polacas y teutónicas. Comandadas por el Großgebietiger Kuno von Lichtenstein, las fuerzas teutónicas se concentraron en el flanco derecho polaco. Seis de los pendones de Von Walenrode no persiguieron a los lituanos en retirada, sino que se unieron al ataque en el flanco derecho. Un objetivo particularmente valioso era el pendón real de Cracovia. Aparentemente los caballeros teutónicos estaban ganando la partida y, en un momento, el abanderado real, Marcin de Wrocimowice, perdió el pendón de Cracovia. No obstante, pronto fue recapturado y la lucha continuó. Vladislao II desplegó sus reservas, la segunda línea de su ejército. El Hochmeister Ulrich von Jungingen dirigió personalmente 16 pendones, casi un tercio de la fuerza teutónica original, hacia el flanco polaco derecho, mientras que Vladislao II desplegó sus últimas reservas, la tercera línea de su ejército. El combate cuerpo a cuerpo llegó al comando polaco y un caballero teutónico, identificado como Lupold o Diepold de Kökeritz, se enfrentó  al rey polaco. El secretario de Vladislao II, Zbigniew Oleśnicki, salvó su vida; posteriormente obtuvo el favor real y fue una de las personas más influyentes en la Polonia medieval.

### Derrota de la Orden Teutónica
En ese momento, los lituanos reorganizados regresaron a la batalla y atacaron a Von Jungingen desde la retaguardia. Las fuerzas teutónicas eran superadas en número por el conjunto de caballeros polacos y el avance de la caballería lituana. Cuando Von Jungingen intentó romper las líneas lituanas fue asesinado. Según la Cronica conflictus, Dobiesław de Oleśnica lanzó una lanza al cuello del Hochmeister, mientras que Długosz presentó a Mszczuj de Skrzynno como el asesino. Rodeados y sin líder, los caballeros teutónicos comenzaron a replegarse. Parte de las unidades derrotadas se retiraron hacia su campamento. Este movimiento fracasó cuando los seguidores de campamentos se rebelaron contra sus amos y se unieron a la persecución. Los caballeros teutónicos intentaron construir un fuerte improvisado de carretas con los carro que rodeaban el campamento. Sin embargo, la defensa pronto se rompió y el campo fue devastado. De acuerdo con la Cronica conflictus, murieron allí más caballeros teutónicos que en el campo de batalla. El enfrentamiento bélico duró aproximadamente diez horas.
La Orden atribuyó la derrota a la traición de Nikolaus von Renys (Mikołaj de Ryńsk), comandante del pendón de Culm (Chełmno); fue decapitado sin un juicio. Von Renys era el fundador y líder de la Unión Lagarto (en alemán, Eidechsenbund; en polaco, Związek Jaszczurczy), un grupo de caballeros teutónicos que simpatizaba con Polonia. Según la Orden, Von Renys bajó su pendón, algo considerado como una señal de rendición y condujo a la retirada en pánico. Los relatos de que los caballeros teutónicos fueron «apuñalados en la espalda» se hizo eco en la leyenda de la apuñalada en la posguerra de la Primera Guerra Mundial y se ocupó de la historiografía alemana de la batalla hasta 1945.

## Consecuencias

### Víctimas y cautivos

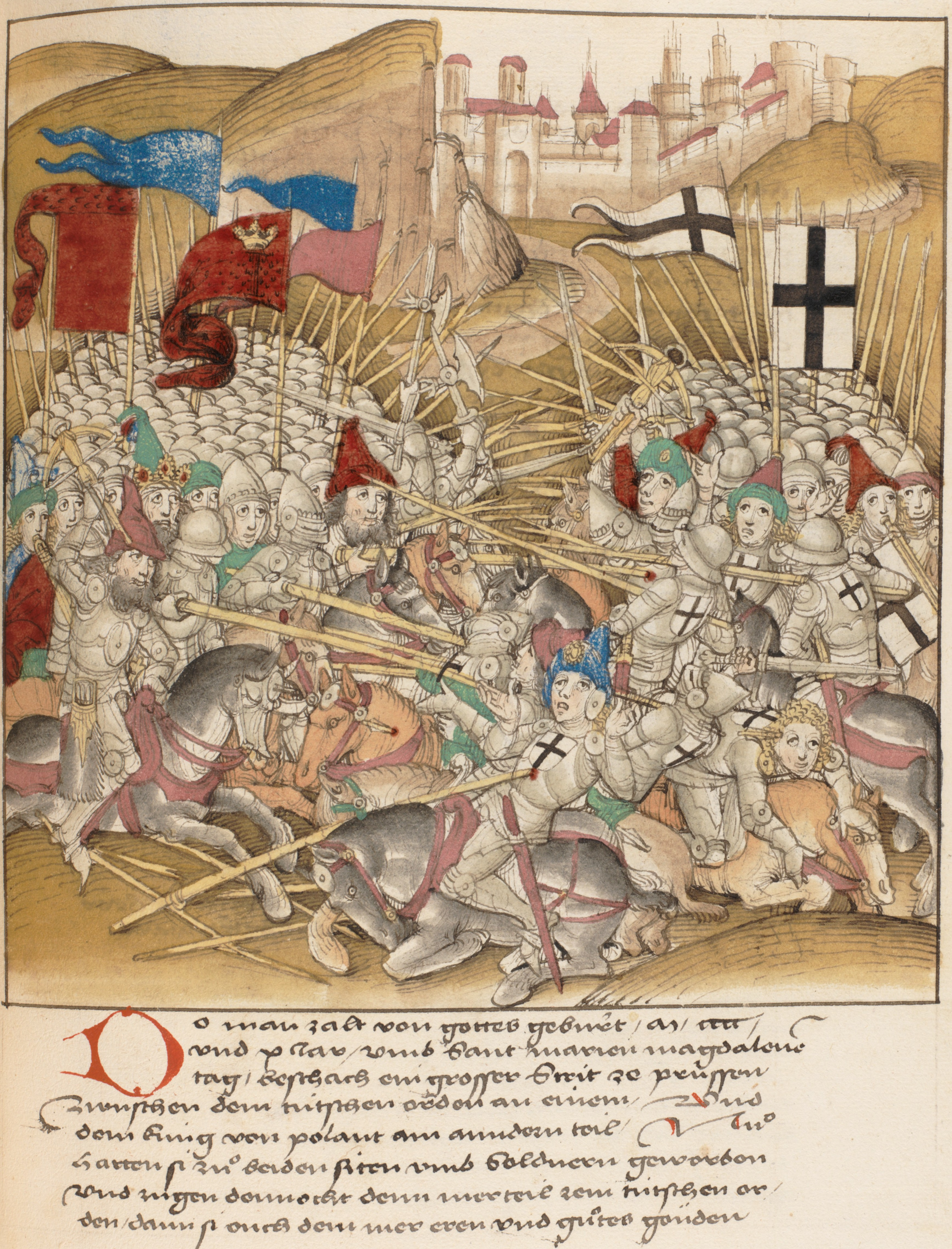
Grabado en la Berner Chronik (Diebold Schilling, c.).

Una nota enviada en agosto de 1410 por mensajeros del rey Segismundo de Luxemburgo —Nicolás II Garai y Stibor de Stiboricz— indica bajas totalizadas en 8000 muertos «en ambos lados». Sin embargo, la redacción es vaga y no está claro si significaba un total de 8000 o 16 000 muertos. Una bula papal de 1412 menciona a 18 000 cristianos muertos. En dos cartas escritas inmediatamente después de la batalla, Vladislao II mencionó que las bajas polacas eran mínimas (paucis valde y modico) y Jan Długosz solo documentó a 12 caballeros polacos asesinados. Una carta de un oficial teutónico de Tapiau (Gvardeysk) relata que solo regresó la mitad de los lituanos, pero no está claro cuántas de esas bajas son atribuibles a la batalla y cuántas al posterior asedio de Mariemburgo.
La derrota de los caballeros teutónicos fue rotunda. Según los registros de la nómina de pago de la Orden, solamente 1427 hombres se reportaron a Mariemburgo para reclamar su paga. De 1200 hombres que enviaron desde Danzig, solo 300 regresaron. De los 270 que participaron en la batalla, 203 y 211 caballeros de la Orden fueron asesinados, entre ellos gran parte del alto mando teutónico: el Hochmeister Ulrich von Jungingen, el Ordensmarschall Friedrich von Wallenrode, el Großgebietiger Kuno von Lichtenstein, el große Schatzmeister (gran tesorero) Thomas von Merheim, el Großkomtur (mariscal de fuerzas de abastecimiento) Albrecht von Schwartzburg y diez de los Komtur. Markward von Salzbach, Komtur de Brandeburgo (Ushakovo), y Heinrich Schaumburg, vogt de Sambia, fueron ejecutados por orden de Vitautas después de la batalla. Los cuerpos de Von Jungingen y otros oficiales de alto rango fueron transportados al castillo de Mariemburgo para su entierro el 19 de julio, mientras que los cadáveres de oficiales teutónicos de menor rango y doce caballeros polacos fueron inhumados en una iglesia en Tannenberg. El resto de los muertos fueron enterrados en varias fosas comunes. El oficial teutónico de más alto rango que escapó de la batalla fue Werner von Tettinger, Komtur de Elbing (Elbląg).
Las fuerzas polacas y lituanas tomaron varios miles de cautivos. Entre estos se encontraban los duques Konrad VII de Oels (Oleśnica) y Casimiro V de Pomerania. La mayoría de los plebeyos y mercenarios fueron liberados poco después de la batalla con la condición de que se presentaran en Cracovia el 11 de noviembre de 1410. Solo se retuvieron a los que se esperaba el pago de un rescate. Se registraron considerables rescates; por ejemplo, el mercenario Holbracht von Loym tuvo que pagar «150 kopas [60 piezas o 5 docenas] de groš de Praga», que ascendían a más de 30 kg (66 lb) de plata.

### Más campañas y acuerdos de paz

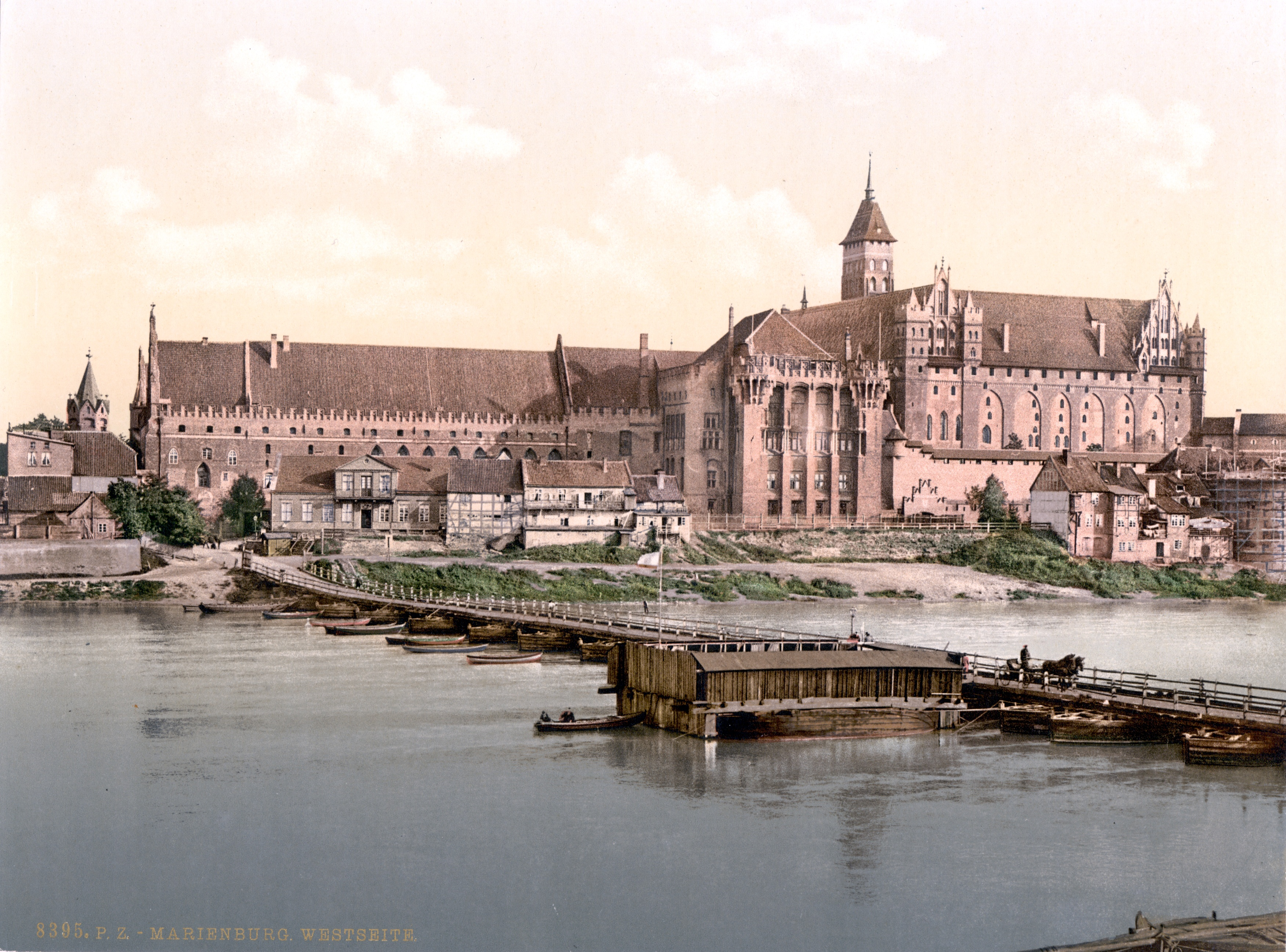
Después de la batalla, el castillo de Mariemburgo, que servía de sede de la Orden Teutónica, fue asediado sin éxito durante dos meses por las tropas polaco-lituanas.

Después de la batalla, las fuerzas polacas y lituanas retrasaron su ataque contra la capital teutónica en Mariemburgo (Malbork), permanecieron en el campo de batalla durante tres días y luego marcharon aproximadamente 15 km por día. Las tropas principales no llegaron a Mariemburgo, fuertemente fortificada, hasta el 26 de julio. Esta demora dio a Heinrich von Plauen tiempo suficiente para organizar una defensa. Vladislao II también envió sus tropas a otras fortalezas teutónicas, que muchas veces se rindieron sin resistencia, como las principales ciudades de Danzig (Gdańsk), Thorn (Toruń) y Elbing (Elbląg). Solo ocho castillos permanecieron en manos teutónicas. Los sitiadores de Mariemburgo esperaban una rápida capitulación y no estaban preparados para un largo asedio, ya que carecían de municiones, baja moral y fueron golpeados por una epidemia de disentería. Los caballeros teutónicos apelaron a sus aliados en busca de ayuda. Segismundo de Luxemburgo, Wenceslao de Luxemburgo y la Orden Livonia prometieron ayuda financiera y refuerzos.
El asedio de Mariemburgo se levantó el 19 de septiembre. Las fuerzas polaco-lituanas dejaron guarniciones en las fortalezas que habían tomado y regresaron a su patria. Sin embargo, la Orden rápidamente recapturó la mayoría de los castillos. A fines de octubre solo quedaban en manos polacas cuatro castillos teutónicos a lo largo de la frontera. Vladislao II organizó un nuevo ejército y propinó otra derrota a los caballeros teutónicos en la batalla de Koronowo el 10 de octubre de 1410. Después de otros breves enfrentamientos, ambas partes acordaron negociar.
La Orden y Polonia-Lituania firmaron así la Paz de Thorn en febrero de 1411. Bajo sus términos, la Orden Teutónica cedió el territorio de Dobrin (Dobrzyń) a Polonia y accedió a renunciar a sus demandas sobre Samogitia mientras Vladislao II y Vitautas seguían con vida, aunque se libraron después dos guerras —la Guerra del Hambre de 1414 y la Guerra de Gollub de 1422— antes de que la Paz de Melno resolviera permanentemente las disputas territoriales. Los polacos y los lituanos no pudieron traducir la victoria militar en ganancias territoriales o diplomáticas. Sin embargo, la Paz de Thorn impuso una pesada carga financiera a la Orden de la cual nunca se recuperó. Tuvieron que pagar una indemnización en plata, estimada en diez veces el ingreso anual del rey de Inglaterra, en cuatro pagos anuales. Para cumplir con estos pagos, los caballeros teutónicos pidieron préstamos excesivos, confiscaron oro y plata de las iglesias y aumentaron los impuestos. Las ciudades prusianas de Danzig (Gdańsk) y Thorn (Toruń) se rebelaron contra los aumentos de impuestos.
La derrota en Grunwald dejó a la Orden con reducidas fuerzas propias para defender sus territorios restantes. Desde la cristianización oficial de Samogitia, tal como ocurrió en Polonia y Lituania décadas atrás, los caballeros teutónicos tuvieron dificultades para reclutar nuevos cruzados voluntarios en tanto sus operaciones militares no serían reconocidas como "cruzada" por el Papado. Los Hochmeister necesitaban entonces recurrir a tropas mercenarias, lo que resultaba un gasto elevado para su presupuesto ya bastante reducido. Los conflictos internos, el declive económico y los aumentos de impuestos provocaron disturbios y la fundación de la Confederación Prusiana o Alianza contra el Señorío, en 1441. Esto a su vez condujo a una serie de conflictos que culminaron en la Guerra de los Trece Años (1454) que culminaría con el triunfo de una alianza polaco-prusiana y con la derrota de la Orden Teutónica que perdía definitivamente el oeste de Prusia, cedido a Polonia desde 1466.

## Legado

### Polonia y Lituania

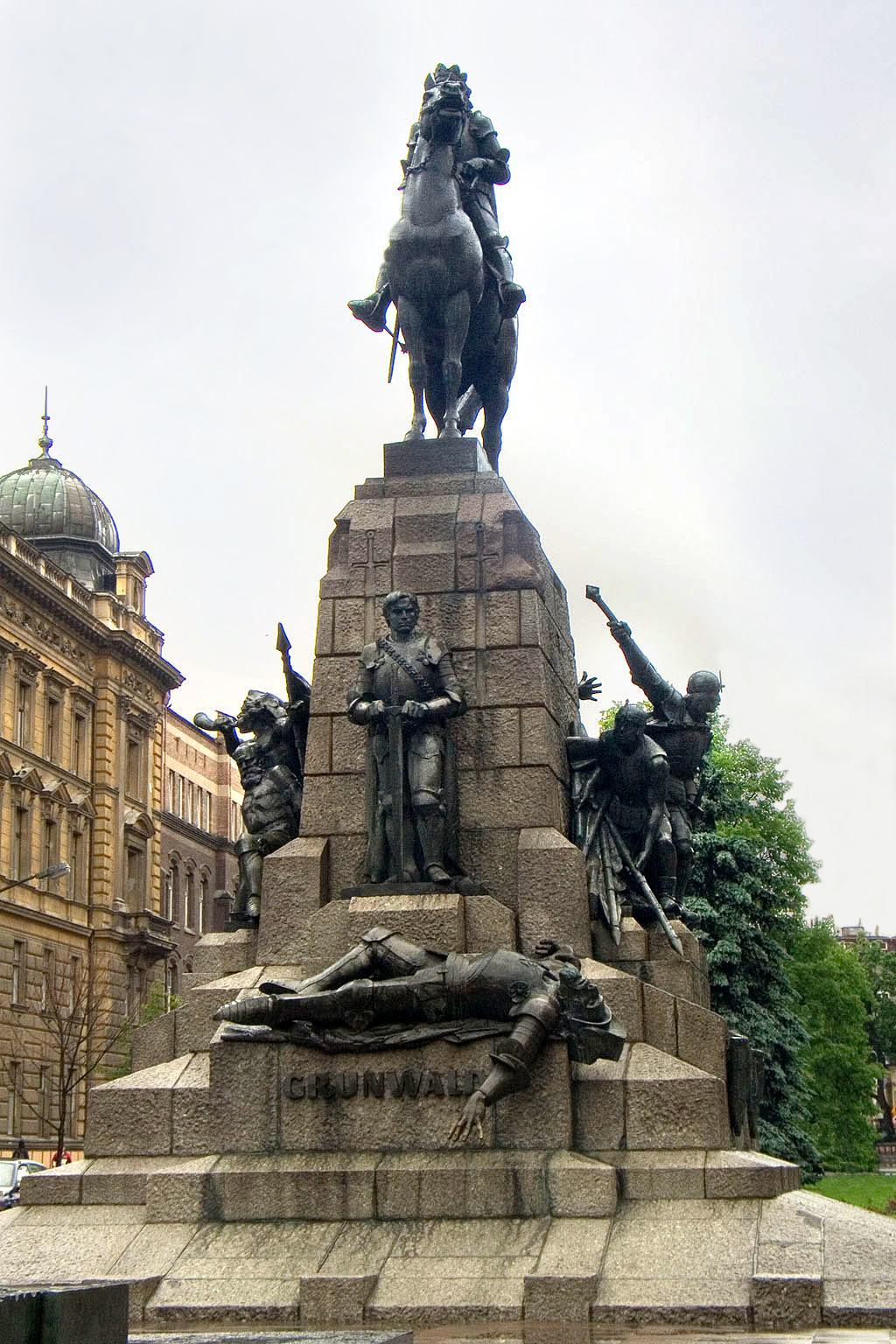
Monumento a la batalla de Grunwald erigido en Cracovia para el 500.º aniversario del enfrentamiento bélico. Fue destruido durante la Segunda Guerra Mundial por los alemanes y reconstruido en 1976.

La batalla es considerada como una de las más importantes en la historia de Polonia y Lituania. En Ucrania, el enfrentamiento militar está muy asociado con Vitautas «el Grande», quien se erigió como el líder del cristianismo ortodoxo oriental en ese momento. En Lituania, la victoria es sinónimo del auge político y militar del Gran Ducado. Fue una fuente de orgullo nacional durante la era del nacionalismo romántico e inspiró la resistencia a las políticas de germanización y rusificación de los imperios alemán y ruso. Los caballeros teutónicos eran retratados como invasores sedientos de sangre y a Grunwald como una victoria justa lograda por una pequeña nación oprimida.
En 1910, para conmemorar el 500.º aniversario de la batalla, se develó un monumento elaborado por Antoni Wiwulski en Cracovia durante una celebración de tres días a la que asistieron unas 150 000 personas. Cerca de 60 ciudades y pueblos en Galitzia también erigieron monumentos de Grunwald para el aniversario.
Aproximadamente en esa época, el escritor Henryk Sienkiewicz escribió la novela Los caballeros de la cruz (en polaco, Krzyżacy), que destaca la batalla en uno de los capítulos. En 1960, el cineasta polaco Aleksander Ford utilizó el libro como base para su película Caballeros de la Orden Teutónica. Se construyeron un museo, monumentos y memoriales en el campo de batalla en 1960. El sitio de la batalla está en la lista de monumentos históricos nacionales de Polonia desde el 4 de octubre de 2010 y bajo la jurisdicción del Consejo del Patrimonio Nacional de Polonia. El nombre de la batalla aparece en decoraciones militares (Cruz de Grunwald), equipos deportivos (BC Žalgiris, FK Žalgiris) y varias organizaciones.
Un movimiento con tendencias nacionalistas creado por el servicio comunista de seguridad polaco en 1981 como contrapeso al sindicato Solidarność también llevaba el nombre de Grunwald. Fue uno de los últimos intentos de colocar la batalla y la memoria de la victoria sobre la Orden Teutónica al servicio de la ideología comunista. Después del fin de la ley marcial en Polonia en 1983, esto fue abandonado debido a la escasa aceptación pública. El evento se conmemora en la Tumba del Soldado Desconocido en Varsovia, con la inscripción GRUNWALD 15 VII 1410.

#### Representación pictórica
La batalla de Grunwald es una de las obras pictóricas máximas de Jan Matejko. Fue expuesta por primera vez en 1878. Actualmente se encuentra en el Museo Nacional de Varsovia.

#### Recreación
Cada 15 de julio se lleva a cabo una recreación de batalla. En el 2010 se celebró un desfile recreando el evento y conmemorando el 600 aniversario de la batalla. Atrajo a 200 000 espectadores que observaron a 2200 participantes interpretando el papel de caballeros en una recreación de la batalla. Otros 3800 participantes interpretaron el rol de campesinos y seguidores de campamentos. Los organizadores del desfile consideran que el evento se ha convertido en la recreación más grande del combate medieval en Europa.

### Alemania y Rusia

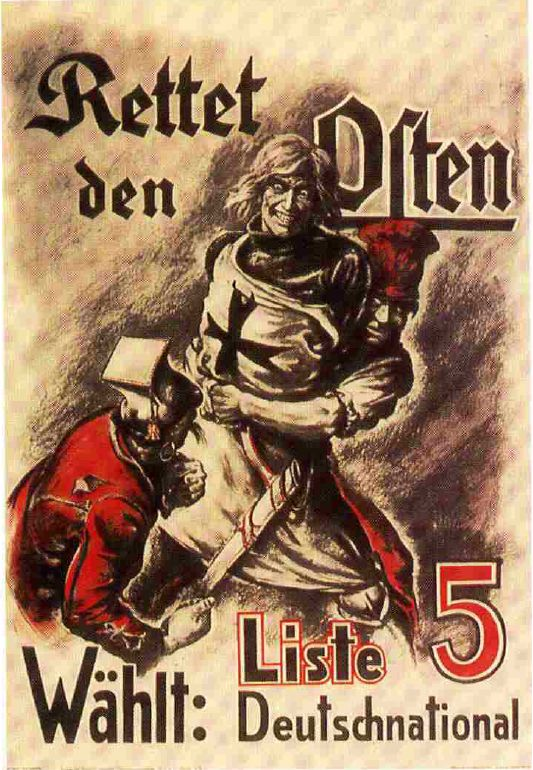
Cartel de propaganda del Partido Nacional del Pueblo Alemán de 1920 representando a un caballero teutónico amenazado por un polaco y un socialista.

Los alemanes en general veían a los caballeros teutónicos como hombres heroicos y nobles que llevaron el cristianismo y la civilización al este, aunque muchos llegaron a la región con motivos más materiales. En agosto de 1914, durante la Primera Guerra Mundial, Alemania ganó una batalla contra Rusia cerca del sitio. Cuando los alemanes se dieron cuenta de su potencial uso propagandístico, bautizaron el evento como batalla de Tannenberg —a pesar de que tuvo lugar mucho más cerca de Allenstein (Olsztyn)— y la retrataron como venganza de la victoria polaco-lituana 504 años antes. El Tercer Reich más tarde explotó el sentimiento al describir sus políticas Lebensraum como una continuación de la misión histórica de los caballeros teutónicos.
Debido a la participación de los tres regimientos de Smolensk, los rusos vieron al acontecimiento como una victoria de una coalición polaco-lituano-rusa contra los alemanes invasores. El cronista Jan Długosz elogió a los pendones de Smolensk, que «lucharon valientemente» y fueron los únicos pendones del Gran Ducado de Lituania que no se retiraron. Según la historiografía soviética, la batalla de Grunwald fue parte de una lucha racial entre eslavos y germánicos. Los caballeros teutónicos fueron retratados como los precursores medievales de los ejércitos de Hitler, mientras que la batalla misma fue vista como la contraparte medieval de la batalla de Stalingrado. Duranto los eventos del alzamiento de Varsovia, Himmler ordenó la destrucción completa de la capital polaca en 1944 porque, según él, Varsovia era «la capital, la cabeza, la inteligencia» del pueblo polaco «que ha estado bloqueando el este para nosotros durante 700 años y nos ha estado reteniendo desde la primera batalla en Tannenberg».
En el resumen del historiador estadounidense William Urban, casi todos los reportes de la batalla realizados antes de la década de 1960 estaban más influenciados por leyendas románticas y propaganda nacionalista que por hechos. Desde entonces, los historiadores han avanzado hacia la erudición desapasionada y la reconciliación de los diversos reportes nacionales de la batalla.
En 2014, la Sociedad Histórica Militar Rusa (agencia público-privada) declaró que las tropas rusas y sus aliados derrotaron a los caballeros alemanes en la batalla de Grunwald, aunque sin aportar evidencia de que el Gran Ducado de Moscú estuvo involucrado en esta batalla. En julio de 2017, aparecieron vallas publicitarias en calles de varias ciudades rusas con declaraciones que parecían atribuir la victoria en la batalla de Grunwald a Rusia.